# Колбуд
«Колбуд» — український радянський щомісячний журнал, виконував роль офіційного органу Міністерства культури УРСР від 1936 р. до середини 1937 р. Видавався в Києві.
Місячник був попередником журналу «Соціалістична культура». Видання було призначено для працівників сільських бібліотек, клубів, будинків культури тощо. Журнал висвітлював різні аспекти культурно-освітньої роботи радянської України, містив практичні поради до організації самодіяльності, матеріали для самоосвіти тощо.

## Цікаві факти
У журналі було опубліковано «колгоспні» українські частівки і «народну» пісню про Сталіна, буцімто записані 1936 в Київській, Вінницькій, Чернігівській та Дніпропетровській областях.